# تاكيشي موري (مذيع)
تاكيشي موري (باليابانية: 森武史؛ بالكانا: もり たけし) هو مذيع ‏ ياباني، ولد في 2 ديسمبر 1959 في شيناغاوا في اليابان.

## وصلات خارجية
- الموقع الرسمي
- تاكيشي موري على موقع ميوزك برينز (الإنجليزية)